# Finale della Coppa dei Campioni 1963-1964
La finale della 9ª edizione di Coppa dei Campioni si disputò il 27 maggio 1964 presso il Prater Stadion di Vienna tra gli spagnoli del Real Madrid, pluricampioni, e gli italiani dell'Inter, alla prima finale di questa competizione. All'incontro assistettero oltre 71 000 spettatori. La partita, arbitrata dall'austriaco Josef Stoll, vide la vittoria per 3-1 della squadra meneghina.

## Le squadre
| Squadre     | Partecipazioni precedenti (il grassetto indica la vittoria) |
| ----------- | ----------------------------------------------------------- |
| Inter       | Nessuna                                                     |
| Real Madrid | 6 (1956, 1957, 1958, 1959, 1960, 1962)                      |

## Il cammino verso la finale
L'Inter di Helenio Herrera, campione d'Italia, affrontò al primo turno gli inglesi dell'Everton battendoli 1-0 a San Siro e passò il turno in virtù dello 0-0 all'andata. Agli ottavi di finale fu la volta dei francesi del Monaco che persero con un risultato aggregato di 4-1. Con il medesimo risultato fu sconfitto anche il Partizan Belgrado ai quarti. In semifinale i tedeschi occidentali del Borussia Dortmund, dopo il pari per 2-2 in trasferta, furono battuti a Milano per due reti a zero.
Il Real Madrid di Miguel Muñoz, iniziò il cammino europeo contro gli scozzesi dei Rangers Glasgow eliminandoli con un tennistico 6-0 al Bernabéu. Agli ottavi di finale fu la volta dei rumeni della Dinamo Bucarest che persero con un risultato aggregato di 8-4. Ai quarti i campioni di Spagna affrontarono i campioni in carica del Milan. All'andata i Blancos strapazzarono gli avversari per 4-1 e, ipotecarono il passaggio del turno. Al ritorno i Rossoneri assediarono il Real e vinsero per 2-0, non riuscendo così a raggiungere le semifinali. In semifinale le Merengues trovarono i modesti svizzeri dello Zurigo che furono sconfitti con un 8-1 tra andata e ritorno.

## La partita
A Vienna si trovano di fronte il grande Real, oramai giunto alla fine della propria epoca, e quella che di lì a poco diventerà la Grande Inter. Il tecnico Helenio Herrera, che conosce gli spagnoli, imposta una partita molto tattica al fine di mettere in difficoltà gli avversari. Alfredo Di Stéfano e Ferenc Puskás vengono annullati dai difensori nerazzurri Tarcisio Burgnich e Carlo Tagnin e fine primo tempo Sandro Mazzola, servito da Facchetti, porta in vantaggio i suoi con un tiro dalla distanza che sorprende José Vicente Train.
Nella ripresa arriva il raddoppio di Aurelio Milani, ma dopo appena sette minuti il match si riapre col gol di Felo. La terza rete porta nuovamente la firma di Mazzola, che approfitta di un errore di José Santamaría.

## Tabellino
| Arbitro: | Josef Stoll |

|                             |           |          |
| Mazzola 43’, 76’ Milani 61’ | Marcatori | 70’ Felo |

| Internazionale | Real Madrid |

| Inter           |    |                    |
|                 |    |                    |
| P               | 1  | Giuliano Sarti     |
| D               | 2  | Tarcisio Burgnich  |
| D               | 3  | Giacinto Facchetti |
| C               | 4  | Carlo Tagnin       |
| D               | 5  | Aristide Guarneri  |
| D               | 6  | Armando Picchi     |
| A               | 7  | Jair               |
| C               | 8  | Sandro Mazzola     |
| A               | 9  | Aurelio Milani     |
| C               | 10 | Luis Suárez        |
| A               | 11 | Mario Corso        |
| Allenatore:     |    |                    |
| Helenio Herrera |    |                    |

| Real Madrid  |    |                    |
|              |    |                    |
| P            | 1  | José Vicente Train |
| D            | 2  | Isidro Sánchez     |
| D            | 3  | Pachín             |
| C            | 4  | Lucien Muller      |
| D            | 5  | José Santamaría    |
| C            | 6  | Ignacio Zoco       |
| A            | 7  | Amancio Amaro      |
| A            | 8  | Felo               |
| A            | 9  | Alfredo Di Stéfano |
| A            | 10 | Ferenc Puskás      |
| A            | 11 | Francisco Gento    |
| Allenatore:  |    |                    |
| Miguel Muñoz |    |                    |